# Owenabue
El río Owenabue (en irlandés: Abhainn na Baoi), también escrito "Owenboy", es un río en el condado de Cork, Irlanda .

## Geografía
El río Owenabue nace justo al norte de Crossbarry y fluye hacia el este hacia el mar durante aproximadamente 20 millas (32,2 km). Fluye a través de Crossbarry y llega al pequeño pueblo de Halfway. Luego llega a Ballinhassig donde se ensancha en Ballygarvan. Después serpentea a través de Ballea Woods hacia Carrigaline y hacia Crosshaven, donde entra en el puerto de Cork cerca de Curraghbinny. El área se conoce como el valle de Owenabue. En el río se ven nutrias y garzas, la garza se ha convertido en un símbolo de la zona. Existen 10 puentes que cruzan el río.

## Historia
El Royal Munster Yacht Club (ahora fusionado con el Real Club de Yates de Cork) se basó en el río Owenabue.[cita requerida]